# Station Czeska Wieś
Station Czeska Wieś is een spoorwegstation in de Poolse plaats Czeska Wieś.